# Francis Patrick Kenrick
Francis Patrick Kenrick (ur. 3 grudnia 1796 w Dublinie, Irlandia, zm. 8 lipca 1863) – amerykański duchowny katolicki pochodzenia irlandzkiego, arcybiskup Baltimore w latach 1851–1863.

## Młodość i początki kapłaństwa
Przyszedł na świat w rodzinie Thomasa i Jane z domu Eustace. Jego młodszy brat Peter Richard tak jak on wybrał kapłaństwo (był pierwszym arcybiskupem St. Louis). Francis już od najmłodszych lat był pod wpływem swego wuja, proboszcza jednej z dublińskich parafii, który zajął się jego edukacją. W wieku osiemnastu lat został skierowany na studia do Rzymu na Papieskim Uniwersytecie Urbaniana, kształcącym misjonarzy. Był jednym z wyróżniających się kleryków, dlatego mimo młodego wieku skierowany został przez rektora kardynała Littę do pracy misyjnej na terenie Stanów Zjednoczonych, gdzie dopiero tworzyły się struktury kościelne, brakowało też kapłanów. Osiadł na zaproszenie bpa Benedicta Flageta w diecezji Bardstown w Kentucky. Wykładał grekę i historię w seminarium św. Tomasza. Znany był jako płomienny mówca. Zabierał również często głos w dysputach z protestantami, przez co dokonało się za jego przyczyną wiele konwersji.

## Koadiutor biskupa Filadelfii
W roku 1829 towarzyszył bp. Flagetowi jako osobisty teolog na I Synod Baltimorski. Wybrany tam został na sekretarza zgromadzenia. Jednym z przedmiotów obrad był kryzys w diecezji Filadelfia spowodowany schizmą jednego z kapłanów w wyniku konfliktu z ordynariuszem. Ks. William Hogan miał silne poparcie w mieście i sprawował sakramenty mimo suspensy. Kenrick został wybrany na koadiutora biskupa Filadelfii, a list w tej sprawie skierowano do papieża. Nominacja w niedługim czasie została zaakceptowana. Sakry 33-letniemu kapłanowi udzielił w Bardstown bp Flaget. Spór o ks. Hogana doprowadził do interdyktu na parafię, którą zarządzał niepokorny kapłan. Od tego czasu jego nauki traciły na znaczeniu, a on sam porzucił stan duchowny, do śmierci będąc wielkim krytykiem Kościoła. W każdym razie Kenrick zasłużył się w oczach mieszkańców miasta z powodu swych rozjemczych wysiłków. Przyczynił się do otwarcia seminarium św. Karola Boromeusza, które istnieje do dziś (początkową siedzibą była prywatna rezydencja Kenricka). Podjął również wysiłki by zreorganizować strukturę administracyjną Kościoła w Pensylwanii. Doprowadziło to do utworzenia w 1836 diecezji Pittsburgh. Ułatwiło to zarządzanie i wizytowanie ogromnych terenów stanu.

## Ordynariusz Filafelfii
22 kwietnia 1842 przejął sukcesję w Filadelfii po śmierci wiekowego ordynariusza Henry'ego Conwella. Jego rządy przypadły na trudny czas antykatolickich wystąpień w całym kraju. Od lat 30. przeciwnicy katolicyzmu tzw. natywiści protestowali przeciw coraz bardziej rozwijającemu się na ziemiach amerykańskich Kościołowi katolickiemu (głównie za sprawą imigrantów z Irlandii). W Filadelfii jedne z najgłośniejszych zamieszek miały miejsce w 1844, kiedy to rozeszła się plotka, że w jednym z kościołów jest składowana broń. Biskup wzywał do spokoju, a na znak protestu przeciw prześladowaniom nakazał zamknąć wszystkie kościoły i wstrzymać odprawianie publicznych obrzędów do czasu uspokojenia sytuacji. Za jego kadencji nastąpił znaczny rozwój diecezji. W latach 1830–1850 liczba parafii wzrosła z 22 do 92, kapłanów z 35 do 101, a wiernych z 35 tys. do 170 tys. Rozpoczął również budowę katedry św. Apostołów Piotra i Pawła.

## Arcybiskup Baltimore
19 sierpnia 1851 został mianowany arcybiskupem Baltimore, najważniejszej archidiecezji w kraju. Uroczysty ingres odbył się 9 października 1851. W roku 1852 przewodził I Synodowi Plenarnemu w Baltimore. Za jego rządów papież Pius IX przyznał przywilej arcybiskupom baltimorskim, wyróżniający ich spośród wszystkich arcybiskupów i biskupów amerykańskich (1858). Zmarł nagle, prawdopodobnie w wyniku przeżyć związanych z wybuchem wojny domowej.